# アマンダ・フラー
アマンダ・フラー（Amanda Fuller、1984年8月27日 - ）は、アメリカ合衆国のテレビ/映画女優、舞台演出家。映画プロデューサー。

## 経歴
少女時代に、『あなたに逢えるその日まで…』（1997年）で、ジェニファー・アニストンの少女期を演じた。
ケネス・ロナーガンの戯曲「ディス・イズ・アワ・ユース」のロサンゼルス公演の演出を手がけたことがある。その公演に、『レット・イット・シャイン』に主演したタイラー・ジェームズ・ウィリアムズが出演した。
女優兼歌手のリンジー・ホーンが率いる「ホーン・ソロ・プロジェクト」というバンドのプロモーション用にホーン自らが監督した「Addicted」という短編映画をプロデュース。
2018年8月上旬のインターネット・ムービー・データベースのスター・メーターで、第三位にランクイン。

## 出演

### テレビドラマ
- 「CSI:科学捜査班」　（Cara Day役で「Toe Tags」に客演）
- 「ザ・プラクティス ボストン弁護士ファイル」
- 「LAW & ORDER 性犯罪特捜班」
- 「グレイズ・アナトミー 恋の解剖学」 シーズン8 第15話 - 18話および21話　未熟児を生んだ研修医モーガンを演じた[7][8]。
- 「BONES -骨は語る-」
- 「ラストマン・スタンディング(Last Man Standing)」 主要キャラクターである主人公の長女クリスティン・バクスター(Kristin Baxter)を女優アレクサンドラ・クロスニーの降板によって代役で担当
- 「ブリタニー・マーフィー・ストーリー」（主演）　マーフィーを演じ[7]、母親役であるシェリリン・フェンと共演。
- 「オレンジ・イズ・ニュー・ブラック」  シーズン6,7では バディソン・マーフィーを演じる。

### 映画
- 「サバンナ（原題：Askari）」マーリー・マトリンとC・トーマス・ハウエルの演じる夫婦の姪役で準主演[9]
- 「レッド、ホワイト＆ブルー」　（サイモン・ラムリー監督）
- 「ザ・スリル（原題：Cheap Thrills）」　サラ・パクストンら共演
- 「デスパレート」
- 「ナノブラッド」（短編）　リンジー・ホーン監督、ニック・ロス脚本、ジミー・ホーン音楽　クインビー・メルトンら製作[10]
- 「ファッショニスタ」（ラムリー監督）